# Gavin Reilly
Pour les articles homonymes, voir Reilly (homonymie).
Gavin Christopher Reilly, né le 10 mai 1993 à Dumfries en Écosse, est un footballeur professionnel écossais évoluant au poste d'attaquant à Stenhousemuir, prêté par Queen of the South.

## Carrière

### Queen of the South (premier passage)
Reilly arrive dans les rangs des jeunes du club de Dumfries, Queen of the South, signant un contrat professionnel avant le début de la saison 2010-2011. Il fait ses débuts en équipe première le 31 juillet 2010, lors d'une victoire 5-1 au premier tour de la Coupe de la Ligue écossaise contre Dumbarton en entrant en cours de jeu à la 83e minute à la place de Derek Holmes. Reilly saisit sa chance en marquant le cinquième et dernier but de l'équipe. Les débuts de Reilly en championnat ont lieu lorsqu'il rentre en cours de jeu à la 86e minute lors de la défaite 1-0 à l'extérieur contre Dundee.
Reilly marque 15 buts en 22 titularisations au cours de la saison 2012-13. En août 2014, il passe un essai avec le club anglais de Brentford en Championship.

### Heart of Midlothian
Le 23 juin 2015, Reilly signe un contrat de trois ans avec le club de Premiership Heart of Midlothian, des frais pour sa formation, d'un montant non divulgué, sont versés à Queen of the South. Durant sa présentation, il est indiqué que Reilly a marqué 44 buts en équipe première en plus de 140 matchs, dont plus de 80 titularisations depuis ses débuts à 17 ans. Il marque son premier but pour Hearts le 12 août 2015, lors d'une victoire 2-0 contre Motherwell.
En juin 2016, Reilly rejoint le club de Championship écossais Dunfermline Athletic dans le cadre d'un prêt d'un an. Il a déjà travaillé avec l'entraîneur de Dunfermline Allan Johnston à Queen of the South, période à laquelle le club remporte deuxième division écossaise ainsi que la finale de Scottish Challenge Cup 2013 contre Partick Thistle lors de la saison 2012-2013. La première apparition de Reilly pour les Parsa lieu lors d'une victoire 3-0 à East End Park en Coupe de la Ligue écossaise et il inscrit son premier but lors d'une défaite 2-1 contre Hibernian à Easter Road. Après l'arrivée de son ancien partenaire d'attaque du Queens Nicky Clark de Bury fin août 2016, le temps de jeu de Reilly est limité à des entrées en jeu en seconde période, et il termine la saison en ayant marqué 2 buts en 28 apparitions.

### Saint Mirren
Reilly signe un contrat d'un an avec le club de Scottish Championship de St Mirren le 12 juin 2017. Il marque 22 buts en 44 matchs pour les Saints, en les aidant à remporter le titre de Scottish Championship. Reilly quitte St Mirren à la fin de la saison lorsque le nouvel entraîneur Alan Stubbs choisit de retirer l'offre de nouveau contrat.

### Bristol Rovers
En juillet 2018, Reilly quitte les Buddies et signe pour Bristol Rovers gratuitement. Le 22 septembre 2018, il marque son premier but en championnat pour les Pirates à la 7e minute à domicile contre Coventry City lors d'une victoire 3-1. En 2018-2019, il participe à 35 matchs en équipe première, dont 16 titularisations en championnat et 14 entrées en jeu. Il est remplacé dans 13 de ces matchs. Sur les 35 matchs qu'il joue, il marque à quatre reprises.
Reilly ne s'est pas vu proposer de nouveau contrat avec le club de League One à la fin de la saison 2019-2020.

#### Cheltenham Town (prêt)
Le 1er août 2019, Reilly rejoint le club anglais de League Two de Cheltenham Town en prêt pour la première moitié de la saison 2019-2020.

### Carlisle United
Le 4 août 2020, Reilly signe un contrat d'un an avec Carlisle United après la résiliation de son contrat avec Bristol Rovers. Le 5 janvier 2021, Reilly quitte Carlisle United par consentement mutuel,.

### Livingston
Le 5 janvier 2021, Reilly signe pour le club de Scottish Premiership de Livingston pour un contrat de 18 mois.
Le 30 août 2021, Reilly est prêté à Greenock Morton pour toute la saison 2021-2022.

### Queen of the South (second passage)
Le 24 mai 2022, Reilly retourne à Queen of the South, le club de Dumfries, avec un contrat de deux ans, malgré la relégation des Doonhamers en Scottish League One à la fin de la saison 2021-22.

### Stenhousemuir (prêt)
Le 23 février 2023, Reilly est prêté à Stenhousemuir jusqu'à la fin de la saison.

## Statistiques de carrière
Au 10 avril 2023
| Club                        | Saison       | Championnat                      | Championnat | Championnat | Coupe nationale | Coupe nationale | Coupe de la Ligue | Coupe de la Ligue | Autre | Autre | Total | Total |
| Club                        | Saison       | Division                         | Apps        | Buts        | Apps            | Buts            | Apps              | Buts              | Apps  | Buts  | Apps  | Buts  |
| --------------------------- | ------------ | -------------------------------- | ----------- | ----------- | --------------- | --------------- | ----------------- | ----------------- | ----- | ----- | ----- | ----- |
| Queen of the South          | 2010–11      | Scottish First Division          | 1           | 0           | 0               | 0               | 0                 | 0                 | 0     | 0     | 1     | 0     |
| Queen of the South          | 2011–12      | Scottish First Division          | 14          | 2           | 2               | 0               | 0                 | 0                 | 0     | 0     | 16    | 2     |
| Queen of the South          | 2012–13      | Scottish Second Division         | 30          | 12          | 1               | 0               | 3                 | 1                 | 3     | 0     | 37    | 13    |
| Queen of the South          | 2013–14      | Scottish Championship            | 34          | 12          | 2               | 0               | 3                 | 0                 | 1     | 0     | 40    | 12    |
| Queen of the South          | 2014–15      | Scottish Championship            | 32          | 13          | 3               | 2               | 1                 | 0                 | 3     | 0     | 39    | 15    |
| Queen of the South          | Total        | Total                            | 111         | 39          | 8               | 2               | 7                 | 1                 | 7     | 0     | 133   | 42    |
| Gretna 2008 (prêt)          | 2010–11      | East of Scotland Football League | 0           | 0           | 0               | 0               | 0                 | 0                 | 0     | 0     | 0     | 0     |
| Heart of Midlothian         | 2015–16      | Scottish Premiership             | 28          | 4           | 2               | 0               | 2                 | 0                 | 0     | 0     | 32    | 4     |
| Heart of Midlothian         | 2016–17      | Scottish Premiership             | 0           | 0           | 0               | 0               | 0                 | 0                 | 0     | 0     | 0     | 0     |
| Heart of Midlothian         | Total        | Total                            | 28          | 4           | 2               | 0               | 2                 | 0                 | 0     | 0     | 32    | 4     |
| Dunfermline Athletic (prêt) | 2016–17      | Scottish Championship            | 22          | 1           | 2               | 0               | 2                 | 0                 | 2     | 0     | 28    | 1     |
| St Mirren                   | 2017–18      | Scottish Championship            | 35          | 11          | 2               | 5               | 4                 | 3                 | 3     | 3     | 44    | 22    |
| Bristol Rovers              | 2018–19      | League One                       | 30          | 4           | 0               | 0               | 1                 | 0                 | 4     | 0     | 35    | 4     |
| Bristol Rovers              | 2019–20      | League One                       | 4           | 0           | 0               | 0               | 0                 | 0                 | 0     | 0     | 4     | 0     |
| Bristol Rovers              | Total        | Total                            | 34          | 4           | 0               | 0               | 1                 | 0                 | 4     | 0     | 39    | 4     |
| Cheltenham Town (prêt)      | 2019–20      | League Two                       | 21          | 4           | 1               | 0               | 0                 | 0                 | 0     | 0     | 22    | 4     |
| Carlisle United             | 2020–21      | League Two                       | 16          | 0           | 2               | 0               | 1                 | 0                 | 2     | 1     | 21    | 1     |
| Livingston                  | 2020–21      | Scottish Premiership             | 5           | 0           | 0               | 0               | 2                 | 0                 | 0     | 0     | 7     | 0     |
| Livingston                  | 2021–22      | Scottish Premiership             | 1           | 0           | 0               | 0               | 3                 | 0                 | 0     | 0     | 4     | 0     |
| Livingston                  | Total        | Total                            | 6           | 0           | 0               | 0               | 5                 | 0                 | 0     | 0     | 11    | 0     |
| Greenock Morton (prêt)      | 2021-22      | Scottish Championship            | 29          | 5           | 3               | 1               | 0                 | 0                 | 3     | 0     | 35    | 6     |
| Queen of the South          | 2022-23      | Scottish League One              | 20          | 5           | 1               | 0               | 1                 | 0                 | 2     | 0     | 24    | 5     |
| Stenhousemuir (prêt)        | 2022-23      | Scottish League Two              | 7           | 2           | 0               | 0               | 0                 | 0                 | 0     | 0     | 7     | 2     |
| Career total                | Career total | Career total                     | 329         | 75          | 21              | 8               | 23                | 4                 | 23    | 4     | 396   | 91    |

1. 1 2  Apparition(s) en Scottish Challenge Cup
2. ↑  Une apparition en Scottish Challenge Cup et deux en play-offs de Premiership
3. ↑  Apparitions en Scottish Challenge Cup
4. 1 2  Apparitions en EFL Trophy

## Palmarès
Queen of the South
- Scottish Challenge Cup : 2012–13[19]